# 幕後玩家
《幕後玩家》（英文：Two Steps From Heaven）香港電視廣播有限公司拍攝製作的時裝商戰家族電視劇，故事背景以人性為題，由黃宗澤、蕭正楠、黃翠如、張繼聰及鄧佩儀領銜主演，並由龔嘉欣、陳自瑤、翟威廉、陳煒、潘志文、劉佩玥及黃山怡聯合演出，監製陳維冠。
此劇為2016香港國際影視展12部推介劇集之一及2016年中國國際影視節目展所推介的11部劇集之一，亦是無綫電視邁向50週年台慶劇之一。
此劇演員龔嘉欣於《萬千星輝頒獎典禮2016》中憑「程思汝」一角奪得「最佳女配角」獎。

## 演員表

### 公關公司 The Rainmakers
- 於第9集被集資收購
- 於第30集解散

| 演員   | 角色   | 暱稱／關係 |
| 黃翠如 | 顧成雙 | Max 於第9集成為The Rainmakers老闆，於第32集被迫自動辭職，於第33集再次成為董事局成員，後於第34集成為主席 參見顧家 |
| 洋     | Paul   | 董事長，後於第9集顧成雙成為老闆沒再出現 彭志遠之表哥兼上司 何沛思之上司兼世叔父 |
| 李子奇 | 彭志遠 | Philip 執行董事及行政總監 Paul 之表弟 何沛思之上司兼世叔伯 秦昇海之上司 與秦昇海、馮汐然、游天恆不咬弦 於第9集被辭退 後來因為被公關界封殺而加入電影界，於第28集為電影公司老闆 |
| 黃宗澤 | 秦昇海 | Sheldon 總監 馮汐然、游天恆之好兄弟，後於第30集反目，最後和好 秦鑑洪、陸惠萍之子 與彭志遠、何沛思不咬弦，並間接辭退他們 秦昇月之攣生弟，後反目，最後和好 程思汝之夫，後離婚 葉燁之上司兼情夫，後反目 秦應心之父 與顧成雙勾結及有曖昧關係，後與其結婚，但最後反目 顧復生、王勵華、唐菁之女婿 曾經做記者時揭發聶繼雄的醜事而被其派人襲擊，後與其勾結，於第35集陷害其在廣州藏毒而使其被捕 於第27集欺騙顧成曦有愛滋病而導致他自殺 於第28集陷害顧成勳為間接害死顧成曦 於第28集正式加入復生集團，成為顧成雙之顧問 於第30集與顧成雙策劃绑架顧成勳 於第33集假意與顧成勳合作出賣公司及出賣顧成雙並與其反目，後與其合謀趕顧成勳出公司 於第34集向顧成雙求婚 半年前 (第34集) 起被顧成雙用鉈毒害，於第35集毒發身亡，臨終前覺悟，向眾人懺悔 (當中包括其好兄弟馮汐然與游天恆) ，更向馮汐然道出殺害自己的兇手 |
| 蕭正楠 | 馮汐然 | Sean、阿汐 客戶總監／執行董事及總監 游天恆之好兄弟 秦昇海之好兄弟，後於第30集反目，最後和好 馮向潮之子 顧成雙之初戀情人，幼時飛去外國讀書而分離，於第1集重遇，後為其夫，後於第29集離婚 顧復生、王勵華、唐菁之女婿 於第35集得悉顧成雙下鉈毒毒害秦昇海，但刻意隱瞞真相，並計畫與其復合，但最后未知顾成双的死讯 金句：人生就是如此，起点亦是终点，两点最终都会相遇，里面包含着有始有终及无始无终的哲学，万物变化，悲欢离合，缘起缘滅，都是这一笔。 |
| 張繼聰 | 游天恆 | Tim 、Tim 少 客戶總監 馮汐然之好兄弟 秦昇海之好兄弟，後於第30集反目，最後和好 陳美娟之子 吳志仁之養子 秦昇月之前男友兼鬥氣冤家 曾追求葉燁，後知道其是秦昇海之情婦後放棄 錢嘉欣之鬥氣冤家、第35集成為其男友 先與馮汐然同居，後與顧成曦同居，再與錢嘉欣同居 於第32集因把秦昇海打至頭破血流而被捕，後於第33集被判入獄三個月，於第34集出獄 於第35集擔任錢嘉欣的經理人 |
| 李成昌 | 伍悅霖 | 伍伯 製作部總監 顧成曦之師父 於第30集公司解散後轉職 P&R |
| 陸 永  | 顧成曦 | Ted 客戶文員 於第13集加入 The Rainmakers 參見顧家 |
| 劉佩玥 | 葉 燁  | Emma、黑珍珠 客戶主任，後辭職 秦昇海之助手兼情婦，於第17集懷孕，於第20集失去其胎，但不願透露，於第24集因被秦昇海得知而被反目（得知其真面目後仍然喜歡其，甚至想與其復合），並被其拋棄而下落不明，後於第31集再次出現 於第31集起為霍公子之未婚妻 程思汝、顧成雙之情敵 於第22集間接害死陸惠萍 於第23集前往陸惠萍的喪禮中搗亂 於第35集被顧成雙嫁禍毒殺秦昇海，後刺殺其為秦昇海報仇，最後被捕 |
| 鄧佩儀 | 錢嘉欣 | Maple 散工人士，後為客戶文員，最後為明星 暗戀游天恆 劇情三年前在街上暈倒，得天恆救她一命，後來嘉欣四出尋找天恆，二人重遇，爲求見到游天恆經常故意製造巧遇 後與游天恆同居 顧成曦之好友 於第13集加入 The Rainmakers 於第30集公司解散後得天恆幫助，在34集成為當紅大明星 第35集成為游天恆女友 |
| 黃山怡 | 關 靜  | Ada、阿 Da、Da 姐、哈比人 (顧成曦專稱) 客戶經理 關寶星之母 單身母親 顧成曦之鬥氣冤家，後為女友 隸屬游天恆的團隊 於第34集擔任錢嘉欣的保姆，第35集成為助手 |
| 翟威廉 | 吳仲得 | Dick 客戶文員 前娛樂記者 視傅嘉兒為偶像 於第13集加入 The Rainmakers 於第30集公司解散後轉職記者 |
| 孫慧雪 | 張晨秋 | April、阿秋 客戶主任 隸屬馮汐然的團隊 於第30集公司解散後轉職 Brooksides PR |
| 姚嘉妮 | 傅嘉兒 | Carrie 客戶主任 前模特兒 葉少龍之妻 吳仲得之偶像 隸屬游天恆的團隊 於第30集公司解散後轉職 P&R |
| 李 豪  | 潘瑞偉 | 偉仔 客戶文員 娘娘腔 馮汐然之助手 於第30集公司解散後轉職 Brooksides PR |
| 阮 兒  | 梁美娟 | Jeanie 客戶經理 隸屬馮汐然的團隊 其夫是印度人，所以非常熟悉印度菜 於第30集公司解散後轉職 Brooksides PR |
| 宋熙年 | 何沛思 | Bonnie 彭志遠之下屬 與秦昇海、馮汐然、游天恆不咬弦 於第9集被辭退 |
| 陳珈穎 | Elise  | 客戶總監 隸屬何沛思的團隊 於第30集公司解散後轉職潮公關 |
| 陳華鑫 | Don    | 客戶文員 隸屬何沛思的團隊 於第30集公司解散後轉職潮公關 |
| 曾 敏  | Tracy  | 客戶經理 隸屬何沛思的團隊 於第30集公司解散後轉職潮公關 |
| 徐玟晴 | Irene  | 客戶主任 隸屬何沛思的團隊 於第30集公司解散後轉職潮公關 |
| 戴耀明 | 盧均軒 | 軒仔 製作部職員 於第30集公司解散後轉職 P&R |
| 楊嘉欣 |        | 接待員 |

### 顧家
| 演員   | 角色       | 暱稱／關係 |
| 潘志文 | 顧復生     | 復生地產集團主席兼董事長，後傳位於顧成雙 唐菁之夫，後反目 王勵華之夫 Rebecca G. 之情夫，於第33集癱瘓後被其出賣 顧成勳、顧成雙、顧成曦之父，後於第31集與顧成勳反目 嬌婆婆之女婿 馮汐然之前岳父 秦昇海之岳父 馮向潮之前親家翁 秦鑑洪、陸惠萍之親家家翁 於第31集因顧成勳與顧成雙吵鬧而導致中風並下半身癱瘓 於第34集受馮汐然影響而變得積極面對自己處境及做物理治療 |
| 程可為 | 唐 菁      | 顧復生之妻，後反目 顧成勳之母，後與其互相監察及控制對方 顧成雙之大媽，並針對她 顧成曦之大媽，把他縱得一事無成 馮汐然之前繼岳母 王勵華、 Rebecca G. 之情敵 陷害王勵華導致她自殺 秦昇海之繼岳母 馮向潮之前親家奶奶 秦鑑洪、陸惠萍之親家奶奶 收買林書榆監察顧成勳，後反目並針對其 多年前為顧復生打下復生集團之江山 多年前拆散顧成勳與余德信，使顧成勳至今仍孤獨一人 於第6集登場 於第10、11集遭顧成曦作弄 於第11集欲將顧成曦送至北京未遂，遭顧成雙阻止 於第17集裝作可憐以搏取顧成勳就拆散其與余德信一事之原諒 於第24集遭顧成勳懷疑其派人監視自己，同集因林書榆向自己索取10萬而借故羞辱其 於第25集得知林書榆與顧成勳之曖昧關係而怒斥顧成勳，同集遭顧復生揭穿在顧成曦年幼時有意縱壞並使他一事無成 於第27集被顧復生責怪害死顧成曦，並被其反目 於第28集因不滿林書榆重回顧成勳身邊而掌摑其 於第33集欲探望中風癱瘓的顧復生未遂，並與顧成雙吵架；同集因遭秦昇海陷害而被廉政公署拘捕 |
|        | 王勵華     | 顧復生之亡妻 嬌婆婆之亡女 顧成雙、顧成曦之亡母 唐菁之亡情敵 顧成勳之亡細媽 馮汐然之前亡岳母 秦昇海之亡岳母 馮向潮之前亡親家姑 秦鑑洪、陸惠萍之亡親家奶奶 被唐菁陷害而自殺 |
| 謝芷倫 | Rebecca G. | 顧復生之現任情婦，於第33集其癱瘓後出賣並離開其 唐菁之情敵 於第34集成為 Martin 之妻 |
| 區靄玲 | 陸素珊     | Susan 顧家管家 |
| 陳 煒  | 顧成勳     | Selina 復生地產集團副主席 顧復生之女，後於第31集反目 唐菁之女，後與其互相監察及控制對方 王勵華之繼女 顧成雙同父異母之姊，曾陷害其，與其不和 顧成曦同父異母之姊，並寵壞他，後變為互相不和 余德信之前女友，被唐菁拆散 林書榆之上司兼暗恋对象 於第28集被秦昇海陷害為間接害死顧成曦 於第30集被秦昇海及顧成雙策劃绑架並發生車禍而受傷 於第32集召開董事會逼使顧成雙自動辭職 於第33集利用秦昇海企圖出賣公司，但反被其利用而失敗，最後被顧成雙及秦昇海趕出公司 於第33集交代被廉政公署拘捕 |
| 黃翠如 | 顧成雙     | Max The Rainmakers 老闆 / 復生地產集團副行政總裁及董事，於第32集被迫自動辭職，於第33集再次成為董事局成員，後於第34集成為主席 顧復生、王勵華之女 嬌婆婆之外孫女 唐菁之繼女，被其针对 顧成勳同父異母之妹，與其不和 顧成曦之姊 邵作農之前女友，因發生車禍及對其見死不救而間接害死其 馮汐然之初戀情人，幼時因自己飛去外國讀書而分離，於第1集重遇，後為其妻，後於第29集離婚 與秦昇海勾結及有曖昧關係，後與其結婚，但最後反目 葉燁、程思汝之情敵 馮向潮之前媳婦 秦鑑洪、陸惠萍之媳婦 為了報仇而利用秦昇海，馮汐然，游天恆以及顧成曦 於第30集與秦昇海策劃绑架顧成勳 在半年前（第34集）起發現顧成曦被秦昇海間接害死，於是在酒杯中下毒毒害秦昇海，並嫁禍給葉燁，於第35集秦昇海毒發身亡，馮汐然仍替其隱瞞真相，最終遭為報復的葉燁伏擊，命喪其手上 |
| 陸 永  | 顧成曦     | Ted、廢青、四眼（游天恆專稱） The Rainmakers 客戶文員，就讀美國哥倫比亞大學建築系，後為復生地產集團高級項目經理 顧復生、王勵華之子 嬌婆婆之外孫 唐菁之繼子，被其縱得一事無成 顧成勳同父異母之弟，被其寵壞，後變為互相不和 顧成雙之弟 關靜之鬥氣冤家，後為男友 錢嘉欣之好友 伍悅霖之徒弟 於第9集登場 於第27集被秦昇海欺騙其患上愛滋病，最後跳樓自殺身亡。 |

### 秦家
| 演員   | 角色   | 暱稱 / 關係 |
|        | 秦鑑洪 | 陸惠萍之亡夫 秦昇月、秦昇海之亡父 秦應心之亡祖父 程思汝之亡家翁 已去世 |
| 馮素波 | 陸惠萍 | 秦鑑洪之妻 秦昇月、秦昇海之母 秦應心之祖母 程思汝、顧成雙之家姑 顧復生、王勵華、唐菁之親家奶奶 於第16集登場 於第17集得知秦昇月弄失秦鑑洪之骨灰怒斥其 於第20集得知秦昇海與葉燁之外遇關係，並怒斥秦昇海 於第22集被秦昇海安排環遊世界，後於同集從秦應心口中得悉程思汝知道葉燁與秦昇海之關係，後因分心而意外被車撞死，間接被葉燁害死                                           |
| 莊思敏 | 秦昇月 | Moon、大姑媽 秦鑑洪、陸惠萍之女 秦昇海之攣生姊，後反目，最後和好 程思汝之姑奶 秦應心之姑媽 游天恆之前女友兼鬥氣冤家 於第17集因意外弄失秦鑑洪之骨灰而遭陸惠萍怒斥，最後與游天恆尋回 於第22集目睹陸惠萍遭遇交通意外 於第24集環遊世界 於第30集與程思汝回港 |
| 黃宗澤 | 秦昇海 | Sheldon 秦鑑洪、陸惠萍之子 秦昇月之攣生弟，後反目最后和好 程思汝之夫，後離婚 葉燁之上司兼情夫，後反目 與顧成雙勾結及有曖昧關係，後與其結婚，最後反目 秦應心之父 參見公關公司 The Rainmakers |
| 龔嘉欣 | 程思汝 | Carmen 專題記者 / 家庭主婦 秦昇海之妻，後離婚 秦應心之母 秦鑑洪、陸惠萍之媳婦 秦昇月之弟婦 葉燁、顧成雙之情敵 於第23集與秦昇海離婚並带女兒移民加拿大，最後因傷心過度而患上抑鬱症及情緒病，自殺不遂 於第30集與秦昇月回港 於第32集被秦昇海計劃搶走秦應心而氣得情緒病發作，後原諒其並返回加拿大 於第35集與秦應心再次回港見秦昇海死前最後一面並原諒他 於第35集成為曾誠樂之女友 |
| 黃翠如 | 顧成雙 | Max 馮汐然之妻，後離婚 與秦昇海勾結及有曖昧關係，後與其結婚，最後反目 秦應心之繼母 馮向潮之前媳婦 秦鑑洪、陸惠萍之媳婦 秦昇月之弟婦 參見顧家 |
| 黃雪兒 | 秦應心 | 心心 秦昇海、程思汝之女 秦鑑洪、陸惠萍之孫女 秦昇月之姪女 顧成雙之繼女 顧復生、王勵華、唐菁之繼外孫女 於第23集跟隨母親程思汝移民加拿大 於第35集與母親程思汝回港見秦昇海最後一面 |

### 其他演員
| 演員       | 角色               | 暱稱／關係 |
| 陳自瑤     | 林書榆             | Natalie 同性戀者 Jackie之女友 顧成勳之私人秘書，並暗戀其 受唐菁所控，負責監視顧成勳 於第33集交代被廉政公署拘捕                              |
| 鄭子誠     | 曾誠樂             | 曾醫生 心理醫生 替程思汝治病，於第35集成為其之男友 曾被秦昇月愛上，但因身高比其矮而作罷                                                     |
| 秦 煌      | 馮向潮             | 「汐記牛丸粉麵」老闆 馮汐然之父 顧成雙之前老爺 顧復生、王勵華、唐菁之前親家老爺                                                             |
| 李家鼎     | 吳志仁             | 「汐記牛丸粉麵」員工 陳美娟之丈夫 游天恆之養父                                                                                              |
| 郭子豪     |                    | 中國醫生（第35集） 受關靜傾慕 特别客串 |
| C 君       | 施醫生             | 中國醫生（第35集） 傾慕秦昇月 特别客串 |
| 周梓盈     | 呂澄               | Penny |
| 王綺琴     | Ming               | 咖啡店店主 程思汝之師姐 |
| 朱維德     | 朱老師             | 馮汐然及顧成雙之書法老師 |
| 張秀文     | Jane               | 馮汐然前女友 |
| 林淑敏     | Wood 姐            | 登報總編 |
| 陳銘澤     | 關寶星             | Depp 關靜之子 |
| 劉溫馨     | Ivy                | 𡃁模 被秦昇海誣陷患有愛滋病 於第26集與顧成曦發生性關係                                                                                      |
|            | 陳美娟             | 阿娟 游天恆失蹤之母 吳志仁失蹤之妻 |
| 李漫芬     | Fanny              | 登報記者 |
| 王致狄     | 阿狄               | 登報記者 |
| 何佩珉     |                    | 登報記者 |
| 黃文意     |                    | 登報記者 |
| 杜大偉     | 陳生               | 客人 |
| 張明偉     | 鋒鋒               | 反皮草人士/明星 |
| 衛志豪     | Marco              | 鋒鋒及C AllStar之經理人 |
| 盧峻峯     |                    | 娛樂記者 |
| 丘梓謙     |                    | 娛樂記者 |
| 謝欣延     |                    | 娛樂記者 |
| 張雪瑩     |                    | 娛樂記者 |
| 李興華     |                    | 娛樂記者 |
| 朱斐斐     |                    | 娛樂記者 |
| 德丞       |                    | 娛樂記者 |
| 趙璧渝     |                    | 娛樂記者 |
| 袁鎮業     |                    | 公子 |
| 袁鎮業     | Billy              | 復生地產集團公關 收受顧成勳利益而陷害顧成曦，後被辭退                                                                                       |
| 彭紀諺     |                    | 公子 |
| 黃得生     |                    | 公子 |
| 陳浚霆     |                    | 公子 |
| 許家傑     | 黃公子             | 公子 |
| 李嘉晉     |                    | 公子 |
| 趙樂賢     | Ron                | 公子 |
| 蔡曜力     |                    | 公子 |
| 焦浩軒     |                    | 公子 |
| 黃文迪     |                    | 公子 |
| 黃穎君     |                    | 名媛 |
| 周麗欣     |                    | 名媛 |
| 潘冠霖     |                    | 名媛 |
| 沈可欣     | 胡 太              | 名媛 |
| 劉桂芳     | Peggy              | 名媛 |
| 姚瑩瑩     | Flora              | 名媛 |
| 蘇恩磁     | 周 太              | 名媛 |
| 劉嘉琪     |                    | 名媛 |
| 葉凱茵     | Rose               | 名媛 |
| 李君妍     |                    | 名媛 |
| 利穎怡     | Cindy              | 名媛 |
| 尹詩沛     |                    | 名媛 |
| 陳潔玲     |                    | 名媛 |
| 楊證樺     |                    | 侍應 |
| 伍富橋     | Jeffery King       | |
| 黃煦齡     |                    | 司儀 |
| C AllStar  | C AllStar          | 男子組合 |
| 梁茵       |                    | 客人 |
| 梁茵       | 游天恆之一夜情對象 | |
| 蕭凱欣     |                    | 客人 |
| 蕭凱欣     | 學員               | |
| 郭千瑜     |                    | 客人 |
| 郭千瑜     | 女店員             | |
| 楊家寶     |                    | 客人 |
| 楊家寶     | 婚紗店職員         | |
| 周嘉洛     |                    | 客人（第1集、第2集、第3集、第5集、第10集、第11集、第15集、第19集、第24集、第25集）                                                          |
| 周嘉洛     | 侍應（第13集）     | |
| 林凱恩     |                    | 工作人員 |
| 董敬文     |                    | 畫室職員 |
| 黃耀煌     |                    | 酒保 |
| 黃榮燊     |                    | 酒保 |
| 何沛霖     |                    | 酒保 |
| 裕美       | Coco               | |
| 陳勉良     | 澤 叔              | 「汐記牛丸粉麵」員工 |
| 李嘉       | 邵作農             | 畫家 顧成雙之前男友 已去世 因發生車禍及被顧成雙見死不救而間接被其害死                                                                       |
| 劉彩玉     | 王 太              | |
| 曾守明     | 阿 齊              | 唐菁之司機 被顧成勳收買來監視唐菁 |
| 林玥       |                    | 記者 |
| 司徒暉     |                    | 記者 |
| 章景恆     |                    | 記者 |
| 張詩欣     |                    | 記者 |
| 王卓淇     |                    | Model |
| 何艷娟     |                    | Model |
| 何基佑     | Bryan Li           | 富二代 |
| 蘇頌輝     | Jerry              | 富二代 |
| 鄧永健     | Martin             | 宏威地產集團主席 於第34集成為 Rebecca G. 之夫                                                                                               |
| 蔡康年     | CK                 | |
| 崔錦棠     | Uncle Chan         | |
| 鄭恕峰     | 天 叔              | |
| 楊瑞麟     | 馬啟達             | Alex |
| 馬蹄露     | 八 太              | |
| 陳榮峻     | Daniel叔           | |
| 譚嘉儀     | Abby               | 客人 葉燁 (黑珍珠) 之好友 |
| 張韋怡     | Bobo               | 客人 葉燁 (黑珍珠) 之好友 |
| 陳偉琪     | Ceci               | 客人 葉燁 (黑珍珠) 之好友 |
| 李晉強     |                    | 保安 |
| 謝可逸     |                    | 保安 |
| 張漢斌     |                    | 保安主管 |
| 陳俊堅     |                    | 工作人員 |
| 譚坤倫     |                    | 工作人員 |
| 周迎堅     | 林斯豪             | 籃球員 |
| 雪妮       | 嬌婆婆             | 王勵華之母 顧復生之岳母 顧成雙、顧成曦之外婆                                                                                                |
| 何俊軒     | Bond               | |
| 關浩揚     |                    | Bond之助手 |
| 黃欣       | Fion               | 險被 Bond 強姦，後被游天恆救回 |
| Ever       | Ever               | 樂隊 |
| 張彥博     |                    | 樂隊 |
| 陳建文     |                    | 樂隊 |
| 陳康健     |                    | 樂隊 |
| 駱胤鳴     |                    | 樂隊 |
| 吳雲甫     |                    | 酒店經理 |
| 馮秀華     |                    | 美容師 |
| 陳嘉嘉     |                    | 美容師 |
| 黃建東     | 董                 | 會計師 |
| 馬米高     | Leon               | |
| 溫裕紅     | 青 群              | |
| 吳香倫     | 婷                 | |
| 曾慧雲     | 琼                 | |
| 黃梓瑋     | 瑩                 | |
| 陳家良     |                    | 攝影師 |
| 關梓陽     |                    | 攝影助理 |
| 莊思明     | 欣薇               | |
| 麥美恩     | Judy               | 顧成曦之朋友 |
| 溫家偉     | Cox                | 顧成曦之朋友 |
| 莫家淦     | Kenny              | 顧成曦之朋友 |
| 方紹聰     | Cody               | 顧成曦之朋友 |
| 蕭徽勇     | 昆                 | |
| 黃子雄     | 余德信             | 顧成勳之前男友，被唐菁拆散 |
| 容羨媛     |                    | 余德信之妻 |
| 煒烈       | 聶繼雄             | 富豪 / 黑幫人士 曾經被秦昇海做記者時揭發其的醜事而派人襲擊其，後與其勾結 於第35集被秦昇海陷害在廣州藏毒而被捕                               |
| 王俊棠     | 榮駒               | 富豪 / 黑幫人士 |
| 姚宏遠     |                    | 榮駒之手下 |
| 盧偉文     |                    | 榮駒之手下 |
| 曾海昌     |                    | 顧復生之保鏢 |
| 譚焯升     |                    | 面試者 (第十二集) |
| 譚焯升     | CID (第35集)       | |
| 范仲       |                    | 面試者 (第十二集) |
| 鄧伊婷     |                    | 面試者 (第十二集) |
| 許思敏     | 母親               | 母親 |
| 吳沚默     |                    | 劇團團員 |
| 鄭詠謙     |                    | 劇團團員 |
| 曹思詩     |                    | 劇團團員 |
| 招浩明     |                    | 劇團團員 |
| 招浩明     | Gordon             | 劇團團員 |
| 鄧英敏     | 佳 叔              | 富豪 |
| Joe Junior | 周 生              | 富豪 |
| 吳綺珊     | Jolie              | |
| 李旻芳     |                    | 「埃及之夜」慈善晚宴司儀 |
| 魏惠文     | 章                 | |
| 吳嘉儀     | Fion               | 戲院經理 |
| 葉暐       | 馬啟光             | 顧成雙及馮汐然之舊同學 曾經收受顧成勳利益而出賣及陷害顧成雙                                                                                 |
| 陳念君     |                    | 顧復生之秘書 |
| 姚浩政     | Ivan               | |
| 劉天龍     | Steven             | |
| 沈愛琳     |                    | 秘書 |
| 劉江       | 鄧劍松             | 劍叔 復生地產集團職員 |
| 麥皓兒     | Paula              | 復生地產集團秘書 |
| 鍾鈺精     | Jenny              | 復生地產集團職員 |
| 邵卓堯     | Benny              | 復生地產集團職員 |
| 布偉傑     | 標 哥              | 復生地產集團職員 |
| 林景程     | Louis              | 復生地產集團職員 |
| 袁鎮業     | Billy              | 復生地產集團職員 |
| 朱樂洺     |                    | 復生地產集團建築團隊 |
| 游莨維     |                    | 復生地產集團建築團隊 |
| 譚焯升     |                    | 復生地產集團建築團隊 |
| 繆家慶     |                    | 復生地產集團建築團隊 |
| 鍾志光     | 鄺禮               | |
| 潘芳芳     | 盛頌               | |
| 張本立     | 立                 | 復生地產集團股東 |
| 李 岡      | 陳福全             | |
| 吳幸美     | Paula              | |
| 嘉 駿      | Carl               | |
| 馮奕森     |                    | CID (第29集) |
| 葉家泓     |                    | CID (第24集、第32集) |
| 吳偉豪     |                    | CID (第32集、第35集) |
| 李天縱     | Jackie             | 女同性戀者 林書榆之女友 患有重病，於第25集病逝                                                                                              |
| 李麗麗     |                    | Jackie 之母 |
| 吳珮如     |                    | 接待員 |
| 陳婉衡     |                    | 客人 |
| 李忠希     | 葉少龍             | 警察 傅嘉兒之夫 |
| 李日昇     | 樂 仔              | |
| 蔡國威     | 濤                 | 印度餐廳老闆 |
| 蔡國慶     | 波 叔              | Ben之父 波幅科技公司老闆 與顧復生不和 被秦昇海及顧成雙用其兒子洗黑錢的事來威脅自己與復生集團合作                                            |
| 焦浩軒     | Ben                | 波叔之子 被秦昇海及顧成雙指示耀東來利用自己洗黑錢來威脅自己的父親                                                                           |
| 林 偉      | 徐耀東             | 耀東哥 名瀛創科投資公司老闆 / 黑幫人士 被秦昇海及顧成雙指示來利用 Ben 幫自己洗黑錢 於第30集被秦昇海及顧成雙指示策劃绑架顧成勳，後失敗而逃亡 |
| 朱偉彰     | 宋英宗             | 韓星 |
| 李啟傑     | 莫Sir              | 東區重案組探員 調查秦昇海中毒案(第34-35集)                                                                                                  |
| 陳嘉輝     | 霍公子             | Marcus 葉燁之未婚夫 與顧成雙合作 於第31集登場                                                                                               |

## 奬項及提名

### TVB 馬來西亞星光薈萃頒獎典禮2016
| 年份 | 獎項                        | 單位                   | 結果 |
| ---- | --------------------------- | ---------------------- | ---- |
| 2016 | 最喜愛TVB電視劇集           | 幕後玩家               | 提名 |
| 2016 | 最喜愛TVB男主角             | 黃宗澤                 | 提名 |
| 2016 | 最喜愛TVB男主角             | 張繼聰                 | 提名 |
| 2016 | 最喜愛TVB女主角             | 黃翠如                 | 提名 |
| 2016 | 最喜愛TVB女配角             | 龔嘉欣                 | 提名 |
| 2016 | 最喜愛TVB飛躍進步女藝員     | 龔嘉欣                 | 提名 |
| 2016 | 最喜愛TVB飛躍進步女藝員     | 劉佩玥                 | 獲獎 |
| 2016 | 最喜愛TVB熒幕情侶           | 黃宗澤、蕭正楠、黃翠如 | 提名 |
| 2016 | 最喜愛TVB電視角色（十六位） | 秦昇海（黃宗澤飾）     | 提名 |
| 2016 | 最喜愛TVB電視角色（十六位） | 游天恆（張繼聰飾）     | 提名 |
| 2016 | 最喜愛TVB電視角色（十六位） | 顧成雙（黃翠如飾）     | 提名 |
| 2016 | 最喜愛TVB電視角色（十六位） | 程思汝（龔嘉欣飾）     | 提名 |

### 萬千星輝頒獎典禮2016
| 年份 | 獎項               | 單位                   | 結果             |
| ---- | ------------------ | ---------------------- | ---------------- |
| 2016 | 最佳劇集           | 幕後玩家               | 提名             |
| 2016 | 最佳男主角         | 張繼聰                 | 提名             |
| 2016 | 最佳男主角         | 黃宗澤                 | 提名（最後五強） |
| 2016 | 最佳女主角         | 黃翠如                 | 提名（最後五強） |
| 2016 | 最受歡迎電視男角色 | 游天恆（張繼聰飾）     | 提名（最後五強） |
| 2016 | 最受歡迎電視男角色 | 秦昇海（黃宗澤飾）     | 提名             |
| 2016 | 最受歡迎電視女角色 | 顧成雙（黃翠如飾）     | 提名             |
| 2016 | 最受歡迎電視女角色 | 錢嘉欣（鄧佩儀飾）     | 提名             |
| 2016 | 最受歡迎劇集歌曲   | 造王（胡鴻鈞主唱）     | 提名             |
| 2016 | 最受歡迎劇集搭檔   | 黃宗澤、蕭正楠、張繼聰 | 提名             |
| 2016 | 最佳男配角         | 陸 永                  | 提名（最後三強） |
| 2016 | 最佳女配角         | 劉佩玥                 | 提名             |
| 2016 | 最佳女配角         | 龔嘉欣                 | 獲獎             |
| 2016 | 飛躍進步女藝員     | 龔嘉欣                 | 提名             |
| 2016 | 飛躍進步女藝員     | 鄧佩儀                 | 提名             |

### 星和無綫電視大獎2017
| 年份 | 獎項                  | 單位               | 結果 |
| ---- | --------------------- | ------------------ | ---- |
| 2016 | 我最愛TVB電視劇集     | 幕後玩家           | 提名 |
| 2016 | 我最愛TVB男主角       | 黃宗澤             | 提名 |
| 2016 | 我最愛TVB男配角       | 陸 永              | 提名 |
| 2016 | 我最愛TVB女配角       | 龔嘉欣             | 提名 |
| 2016 | 我最愛TVB女配角       | 陳 煒              | 提名 |
| 2016 | 我最愛TVB電視男角色   | 秦昇海（黃宗澤飾） | 提名 |
| 2016 | 我最愛TVB電視女角色   | 顧成雙（黃翠如飾） | 提名 |
| 2016 | 我最愛TVB電視女角色   | 錢嘉欣（鄧佩儀飾） | 提名 |
| 2016 | 我最愛TVB電視女角色   | 程思汝（龔嘉欣飾） | 提名 |
| 2016 | 我最愛TVB電視女角色   | 葉 燁（劉佩玥飾）  | 提名 |
| 2016 | 我最愛TVB熒幕情侶     | 蕭正楠、黃翠如     | 提名 |
| 2016 | 我最愛TVB電視劇集歌曲 | 造王（胡鴻鈞主唱） | 提名 |

## 軼事
- 此劇主題曲操控實際上為片尾曲造王的清唱版。
- 此劇是黃宗澤繼《無雙譜》後連續兩年擔任台慶劇男主角之一，亦是他繼《摘星之旅》、《潛行狙擊》及《點金勝手》後第四度飾演反派及繼《摘星之旅》後再度飾演性質類似的反派，同時繼《點金勝手》後再度以第一男主角身份飾演反派。
- 此劇是黃宗澤與蕭正楠繼《戀愛自由式》、《女拳》後第三度合作，而監製陳維冠為前者編導。
- 此劇是黃宗澤與馮素波繼《天涯俠醫》後再度合作兼飾演母子。
- 此劇是黃宗澤與鄧佩儀繼《點金勝手》後再度合作。[1]
- 此劇是蕭正楠與黃翠如繼《師奶MADAM》後再度合作兼飾演情侶，而他們倆亦是真正的情侶，因此被指「預演夫妻」。
- 此劇是蕭正楠與張繼聰繼《巨輪》後再度合作。
- 此劇是張繼聰、黃翠如與龔嘉欣繼《愛·回家》後再度合作，而張繼聰與龔嘉欣亦是繼《循環線》MV（TVB版）後再度合作。
- 此劇是張繼聰與劉佩玥繼《四個女仔三個BAR》後再度合作，而兩劇監製均是陳維冠。
- 此劇是陳煒與劉佩玥繼《實習天使》後再度合作。
- 此劇為2013年香港小姐季軍劉佩玥及殿軍劉溫馨繼《四個女仔三個BAR》、《實習天使》、《殭》與《一屋老友記》後第四度合作。
- 此劇是何艷娟與蔡國威[2]在無綫電視的首部電視劇。
- 此劇「程思汝」原本由姚子羚飾演，後因被其愛犬咬傷，改由龔嘉欣飾演。[3]
- 此劇「葉燁」原本由龚嘉欣飾演，后因前者顶替姚子羚飾演「程思汝」一角關係，改由刘佩玥飾演。
- 此劇是莊思敏和莊思明兩姊妹繼《潮流教主》後共同參與的電視劇，兩劇中姊妹二人均並沒有對手戲。
- 此劇是陳煒繼《法網狙擊》、《神鎗狙擊》及《廉政行動2014》後第四度飾演反派。
- 此劇是黃翠如與劉佩玥首次飾演反派。
- 此劇秦昇海（黃宗澤飾）中毒身亡的情節影射朱令鉈中毒事件。
- 此劇是首部第一男女主角皆為反派之作。

## 爭議

### 抹黑公關界形象
《幕後玩家》預告片被批評故事透過公關公司的爭鬥，帶出人性的醜惡，但同時令公關界引起質疑及不滿，角色被指「堅離地」。而它所塑造的公關形象被業界大力抨擊，認為劇集將公關製造錯誤形象，如變成沒有禮貌的「暴發戶」，女公關則成為「花瓶」角色，忽略公關風光背後一面，引來不少行內人士迴響。

### 抹黑愛滋病
在第27集，顧成曦（陸永飾）被秦昇海（黃宗澤飾）陷害指他與女模特兒Ivy（劉溫馨飾）發生性行為後會患上愛滋病，反而令顧成曦情緒失控，最終他跳樓自殺身亡。其後「關懷愛滋」和關注男性健康性行為組織「有種部隊」發聲明抨擊有關情節誤導觀眾，從而加深大眾對愛滋病不必要的誤解，稱感染愛滋病不需要立刻死，可透過檢驗得知有否患病，如接受治療和按時服藥便能如平常人般生活而不會影響他人，認為傳媒應該發放正確資訊。無綫回應說情節屬虛構，沒有刻意宣揚不正確知識或針對某一族群。劇中「自殺」的演員陸永不認同劇集發放錯誤訊息。

### 大結局
《幕後玩家》大結局末段交待馮汐然（蕭正楠飾）在香港大會堂底座等待顧成雙（黃翠如飾），而同時顧成雙則在碼頭被為秦昇海（黃宗澤飾）報仇的葉燁（劉佩玥飾）殺害，是近年來無綫劇集罕見的悲慘結局。但有觀眾發現，結局最後一幕，蕭正楠身後建築物的天台疑似有一個站立人影，猜測此人可能是「終極幕後玩家」。但實情是該人影是一座人形雕像，屬於由英國藝術大師Antony Gormley創作的藝術展「視界 香港（Event Horizon）」31件人像雕像之一，在香港的展期為2015年11月19日至2016年5月18日（正值此劇拍攝期間）。有報導指該雕像的擺設亦曾引發市民誤以為有人企圖跳樓而報警。

## 記事
- 2016年1月25日：此劇於14:30於將軍澳電視廣播城一廠Common Room舉行開鏡拜神儀式。
- 2016年2月3日 : 本劇演員黃宗澤、蕭正楠、張繼聰、黃翠如及其餘演員於淺水灣海灘道16號ClubONE Repulse Bay拍攝外景。[11]
- 2016年2月6日 : 本劇演員黃宗澤、蕭正楠、張繼聰及其餘演員於某嘉年華拍攝外景。
- 2016年5月23日 : 此劇於西貢舉行煞科宴。[12]
- 2016年10月19日：此劇於12:00於將軍澳電視廣播城四廠舉行「型『爆』登場」宣傳活動。
- 2016年10月23日：此劇於15:00於將軍澳皇冠假日酒店舉行「玩家揭幕戰」宣傳活動。
- 2016年10月30日：此劇於16:00於屯門青山公路1號黃金海岸廣場地下棕櫚廣場舉行「玩轉萬聖節」宣傳活動。
- 2016年11月10日：此劇於13:30於觀塘開源道77號業發大廈一期3樓A室Azzita電動平衡車體驗中心舉行「玩家反擊戰」宣傳活動。[13]
- 2016年11月20日：此劇於15:30在紅磡都會道6號置富都會7樓大堂舉行「拆解幕後真相」宣傳活動。[14]
- 2016年11月28日：此劇於13:00在紅磡民裕街41號凱旋工商中心一期 13/F A室孫悟空泰拳及健身中心舉行「愛情格鬥」宣傳活動。
- 2016年12月4日：此劇於16:00於馬鞍山區西沙路608號馬鞍山廣場二樓中庭舉行「誰是幕後玩家？」宣傳活動。

## 播放模式
此劇是近年首套全以16:9形式播放的全自製劇集（包括數碼電視、模擬電視），劇集於模擬電視4:3電視機播放時，會以16:9的形式播出（即畫面上下會有兩條黑邊出現）。在此劇之前，於模擬電視4:3電視機以16:9的形式播出的全自製劇集（不包括合拍、外購劇集）已是2007年播出的《舞動全城》及2008年播出的《珠光寶氣》。自此劇之後，無綫電視翡翠台（模擬電視頻譜）播映劇集皆以16:9的形式播出（即畫面上下會有兩條黑邊出現）。

## 收視率
| 週次 | 集數   | 日期                     | 平均 | 最高 | 備註                                                   |
| 1    | 1－5   | 2016年10月24日－10月28日 | 23點 |      | 平均收視23點                                           |
| 2    | 6－10  | 2016年10月31日－11月4日  | 24點 | 27點 | 平均收視23.9點 第6集平均收視24.1點 第7集平均收視25.6點 |
| 3    | 11－15 | 2016年11月7日－11月11日  | 23點 |      | 平均收視22.8點                                         |
| 4    | 16－20 | 2016年11月14日－11月18日 | 23點 |      | 平均收視23點                                           |
| 5    | 21－25 | 2016年11月21日－11月25日 | 24點 |      | 平均收視23.9點                                         |
| 6    | 26－30 | 2016年11月28日－12月2日  | 23點 |      | 平均收視23.4點                                         |
| 7    | 31－35 | 2016年12月5日－12月9日   | 25點 | 28點 | 第35集平均收視26點，最高收視28點                       |
| 全劇 | 全劇   | 全劇                     | 24點 |      | 平均收视为23.6點                                       |

## 外部連結
- 幕後玩家 - myTV SUPER[]

## 電視節目的變遷
| 香港 無綫電視翡翠台 星期一至五 20:30 - 21:30 | 香港 無綫電視翡翠台 星期一至五 20:30 - 21:30 | 香港 無綫電視翡翠台 星期一至五 20:30 - 21:30 |
| -------------------------------------------- | -------------------------------------------- | -------------------------------------------- |
|                                              | 幕後玩家 （2016-10-24 - 2016-12-09）         |                                              |
| 巨輪II （2016-08-29 - 2016-10-21）           | 流氓皇帝 （2016-12-12 - 2017-01-01）         |                                              |

| 马来西亚 Astro On Demand、Astro On Demand HD 星期一至五 20:30 - 21:15 | 马来西亚 Astro On Demand、Astro On Demand HD 星期一至五 20:30 - 21:15 | 马来西亚 Astro On Demand、Astro On Demand HD 星期一至五 20:30 - 21:15 |
| --------------------------------------------------------------------- | --------------------------------------------------------------------- | --------------------------------------------------------------------- |
|                                                                       | 幕後玩家 （2016-10-24 - 2016-12-09）                                  |                                                                       |
| 巨輪II （2016-08-29 - 2016-10-21）                                    | 流氓皇帝 （2016-12-12 - 2017-01-01）                                  |                                                                       |

| 新加坡 TVB首选 星期一至五 20:30 - 21:30 | 新加坡 TVB首选 星期一至五 20:30 - 21:30 | 新加坡 TVB首选 星期一至五 20:30 - 21:30 |
| --------------------------------------- | --------------------------------------- | --------------------------------------- |
|                                         | 幕後玩家 （2016-10-24 - 2016-12-09）    |                                         |
| 巨輪II （2016-08-29 - 2016-10-21）      | 流氓皇帝 （2016-12-12 - 2017-01-01）    |                                         |

| 澳洲 TVBJ 星期一至五 19:15－20:15  | 澳洲 TVBJ 星期一至五 19:15－20:15    | 澳洲 TVBJ 星期一至五 19:15－20:15 |
| ---------------------------------- | ------------------------------------ | --------------------------------- |
|                                    | 幕後玩家 （2016-10-25 - 2016-12-12） |                                   |
| 巨輪II （2016-08-30 - 2016-10-24） | 流氓皇帝 （2016-12-13 - 2017-01-04） |                                   |

| HUB娛家戲劇台 劇集首映 星期一至五 20:00－21:00 時段 | HUB娛家戲劇台 劇集首映 星期一至五 20:00－21:00 時段 | HUB娛家戲劇台 劇集首映 星期一至五 20:00－21:00 時段 |
| --------------------------------------------------- | --------------------------------------------------- | --------------------------------------------------- |
|                                                     | 幕後玩家 （2017-02-02 - 2017-03-22）                |                                                     |
| 巨輪II （2016-12-08 - 2017-02-01）                  | 流氓皇帝 （2017-03-23 - 2017-04-14）                |                                                     |

| Astro華麗台、Astro華麗台HD 星期一至五 20:30－21:30 時段 | Astro華麗台、Astro華麗台HD 星期一至五 20:30－21:30 時段 | Astro華麗台、Astro華麗台HD 星期一至五 20:30－21:30 時段 |
| ------------------------------------------------------- | ------------------------------------------------------- | ------------------------------------------------------- |
|                                                         | 幕後玩家 （2018-03-27－2018-05-14）                     |                                                         |
| 流氓皇帝 （2018-03-02－2018-03-26）                     | 味想天開 （2018-05-15－2018-06-18）                     |                                                         |

| 香港、 马来西亚 千禧经典台 宅男女神…陳瀅‧劉佩玥时段 · 星期一至五 09:00-10:45（香港时间） · 星期一至五 09:04-10:49（马来西亚时间）（两集连播） · 1月16日僅播一集 | 香港、 马来西亚 千禧经典台 宅男女神…陳瀅‧劉佩玥时段 · 星期一至五 09:00-10:45（香港时间） · 星期一至五 09:04-10:49（马来西亚时间）（两集连播） · 1月16日僅播一集 | 香港、 马来西亚 千禧经典台 宅男女神…陳瀅‧劉佩玥时段 · 星期一至五 09:00-10:45（香港时间） · 星期一至五 09:04-10:49（马来西亚时间）（两集连播） · 1月16日僅播一集 |
| --- | --- | --- |
| | 幕後玩家 （2023年1月16日 - 2023年2月8日） | |
| 四個女仔三個BAR （2022年12月29日 - 2023年1月16日） | 女人俱樂部 （2023年2月9日 - 2023年3月2日） | |